# Roberto Muñoz
Roberto Muñoz (nascido em 14 de outubro de 1955) é um ex-ciclista chileno que participou em dois eventos nos Jogos Olímpicos de Los Angeles 1984.